# Bathynomus kapala
Bathynomus kapala là một loài chân đều trong họ Cirolanidae. Loài này được Griffin miêu tả khoa học năm 1975.